# Opto-triac
 (mai 2014).
Si vous disposez d'ouvrages ou d'articles de référence ou si vous connaissez des sites web de qualité traitant du thème abordé ici, merci de compléter l'article en donnant les références utiles à sa vérifiabilité et en les liant à la section « Notes et références ».

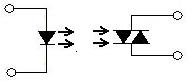
Symbole de l'opto-triac

Un opto-triac est un montage qui intègre un triac et un opto-coupleur. La mise en œuvre de ce dispositif est des plus simples, puisqu'il suffit d'appliquer un niveau positif basse tension sur l'entrée de l'opto-coupleur, qui commande à son tour le triac. L'opto-triac fait donc figure d'interface, en quelque sorte, entre le circuit de commande et le circuit commandé. On peut donc le comparer à un interrupteur. Ce composant offre une isolation galvanique entre la partie "commande" et la partie "puissance".

## Applications
On utilise des opto-triacs pour les applications suivantes
- interface entre un composant d'électronique de puissance et son circuit de commande [1]
- photocoupleur [2]

## À voir aussi
LED
Optocoupleur
Liste des optocoupleurs